# Mamadou Kassé Hann
Mamadou Kassé Hann (* 10. Oktober 1986 in Pikine) ist ein französischer Leichtathlet senegalesischer Herkunft, der sich auf den Hürdenlauf spezialisiert hat und seit 2015 für Frankreich startberechtigt ist.

## Sportliche Laufbahn
Erste internationale Erfahrungen sammelte Mamadou Kassé Hann im Jahr 2005, als er bei den Juniorenafrikameisterschaften in Radès im 400-Meter-Hürdenlauf in 54,41 s den achten Platz belegte und mit der senegalesischen 4-mal-400-Meter-Staffel in 3:14,43 min die Bronzemedaille gewann. Im Jahr darauf schied er bei den Afrikameisterschaften in Bambous mit 54,47 s in der ersten Runde aus. 2007 nahm er an den Afrikaspielen in Algier teil und kam auch dort im Hürdenlauf mit 51,26 s über die Vorrunde hinaus, belegte aber im Staffelbewerb in 3:08,35 min den sechsten Platz. 2008 schied er bei den Afrikameisterschaften in Addis Abeba mit 53,29 s im Vorlauf aus und gewann mit der Staffel in 3:05,93 min die Bronzemedaille hinter den Teams aus Südafrika und dem Sudan. Im Jahr darauf gewann er dann bei den Spielen der Frankophonie in Beirut in 50,69 s die Bronzemedaille im Hürdenlauf hinter den Franzosen Fadil Bellaabouss und Sébastien Maillard und siegte im Staffelbewerb in 3:06,93 min. 2010 gewann er bei den Afrikameisterschaften in Nairobi in 49,10 s die Bronzemedaille hinter den Südafrikanern L. J. van Zyl und Cornel Fredericks und verhalf zudem der Staffel zum Finaleinzug. Daraufhin wurde er beim Continentalcup in Split in 48,89 s Vierter über die Hürden. 2012 siegte er schließlich bei den Afrikameisterschaften in Porto-Novo in 49,39 s, nachdem der ursprüngliche Sieger Cristian Morton aus Nigeria disqualifiziert wurde. Anschließend erreichte er bei den Olympischen Spielen in London das Halbfinale und schied dort mit 48,80 s aus. 2013 wurde er in 48,56 s Dritter bei der Golden Gala in Rom und auch bei der Athletissima in Lausanne lief er nach 48,72 s auf Platz drei ein. Mitte August gelangte er bei den Weltmeisterschaften in Moskau bis ins Finale und wurde dort in 48,68 s Siebter. Anschließend verteidigte er bei den Spielen der Frankophonie in Nizza mit 49,48 s seinen Titel von 2009. Im Jahr darauf wurde er in 48,86 s Zweiter beim Shanghai Golden Grand Prix und stellte im Sommer einen Antrag, um künftig für Frankreich an den Start zu gehen. 
2016 schied er dann bei den Europameisterschaften in Amsterdam mit 49,28 s im Halbfinale aus und verpasste mit der französischen 4-mal-400-Meter-Staffel mit 3:04,95 min den Finaleinzug. Anschließend nahm er mit der Staffel erneut an den Olympischen Spielen in Rio de Janeiro teil, verpasste aber auch dort mit 3:00,82 min den Finaleinzug. Bei den IAAF World Relays 2017 auf den Bahamas belegte er in 3:06,33 min den achten Platz in der 4-mal-400-Meter-Staffel und im Sommer gelangte er bei den Weltmeisterschaften in London im Hürdenlauf bis in das Halbfinale und schied dort mit 50,35 s aus. Bei den World Athletics Relays 2021 im polnischen Chorzów verhalf er der französischen 4-mal-400-Meter-Staffel zum Finaleinzug.
2009 wurde Hann senegalesischer Meister im 400-Meter-Lauf. 2016 und 2017 wurde er dann französischer Meister über 400 m Hürden.

## Persönliche Bestleistungen
- 400 Meter: 46,09 s, 11. Juli 2019 in Montpellier
  - 400 Meter (Halle): 47,41 s, 16. Februar 2013 in Aubière
- 400 m Hürden: 48,40 s, 10. Juni 2017 in Genf